# Бувин
Бувин или Бовин, Бивин от Горзе (на френски: Bivin de Vienne; Bivin de Gorze; * ок. 810, † 863/869) е франк, граф на Метц, игумен на Горзе до Метц.
Родоначалник е на фамилията Бувиниди, която играе важна роля във френската, бургундската и италианската история от началото на 9 до средата на 10 век.

## Произход
Син е на Рихард, граф на Амиен 801/825 г. Брат е на Рихард ostiarius, който отива през 834 г. с Лотар I в Италия.

## Фамилия
Бувин се жени за Рихилда от Арл, дъщеря на Бозон Стари, граф на Арл и граф в Италия (Бозониди), и сестра на Теутберга, съпруга на Лотар II, краля на Лотарингия от Каролингите. Двамата имат пет деца:
- Бозон Виенски († 1 ноември 887), граф на Виен, херцог на Италия, 879 крал на Долна Бургундия; женен за Ерменгарда от Италия (Ирмингарда), дъщеря на крал и император Лудвиг II (Каролинги).
- Рихилда Прованска († 910/914), която е втора съпруга на римския император Карл Плешиви, (Каролинги)
- Рихард I Застъпник († 921), граф на Отун, херцог на Бургундия; женен за Аделхайд, сестра на Рудолф I крал на Бургундия (Велфи)
- Радберт, 859/879, епископ на Валанс
- дъщеря ∞ NN

Бувин е дядо на:
- Лудвиг III Слепи, крал на Бургундия, крал на Италия, император на Свещената римска империя (901/902 – 905)
- Раул, крал на Франция (923 – 936).